# Chana Blanksztejn
Chana Blanksztejn, de domo Szur (ur. ok. 1860 w Wilnie, zm. 1939) – polska dziennikarka i pisarka pochodzenia żydowskiego. Działaczka żydowskiego ruchu kobiecego, redaktorka tygodnika „Di Froj”.

## Życiorys

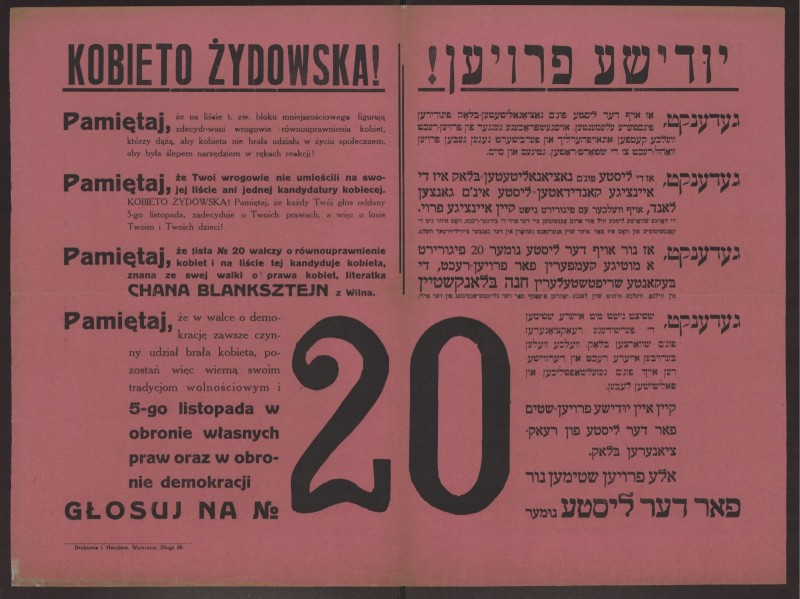
Plakat zachęcający do głosowania w wyborach na Blanksztejn, 1922 rok

Urodziła się ok. 1860 roku w Wilnie, w zamożnej rodzinie Abrahama Szura. Wykształcenie pozyskane w ramach prywatnych lekcji uzupełniła na zagranicznych pensjach, dzięki czemu posługiwała się czterema językami. W późniejszym okresie studiowała również socjologię w Kijowie. Dwukrotnie wyszła za mąż (za drugim razem za handlarza brylantami Blanksztejna) i dwukrotnie się rozwiodła. Podczas I wojny światowej służyła jako pielęgniarka, w okresie rewolucji październikowej zaangażowała się w działalność polityczną w Kijowie i dołączyła do fołkistów. Bez środków do życia, na początku lat 20. powróciła do Wilna, gdzie utrzymywała się dając lekcje i nauczyła się jidysz.
Była jedną z wiodących postaci żydowskiego ruchu kobiecego; współzałożyła Żydowski Związek Kobiet oraz kierowała organizacją Frojen-Szuc. Współpracowała z redakcjami „Wilner Tog” i „Cajt”, zaś sama prowadziła jako redaktorka ukazujący się od 1925 roku tygodnik dla kobiet żydowskich „Di Froj”, wydawany jednocześnie w Wilnie, Warszawie, Łodzi i Krakowie.
Znana jako działaczka na rzecz praw wyborczych kobiet, bezskutecznie startowała w wyborach parlamentarnych w 1922 roku jako kandydatka Żydowskiego Demokratycznego Bloku Ludowego z ramienia Fołks-Partaj.
W lipcu 1939 roku – na dwa tygodnie przed śmiercią Blanksztejn – ukazał się jej zbiór opowiadań pt. Noveles, który przedmową opatrzył Max Weinreich. Publikacja wydana w jidysz trafiła podczas II wojny światowej w dwóch egzemplarzach do Stanów Zjednoczonych, do zbiorów Hirsza Abramowicza. W 2022 roku ukazał się angielski przekład zbioru.